# 具苞江南越桔
具苞江南越桔（学名：Vaccinium mandarinorum var. austrosinense）为杜鹃花科越桔属下的一个变种。

## 扩展阅读
- 維基物種上的相關：具苞江南越桔